# Quartodecimani
I quartodecimani sono cristiani che celebrano la commemorazione della morte di Cristo nel giorno stesso in cui cade la Pasqua ebraica, ovvero il 14º giorno del mese di nisan.
Tale usanza era in voga tra i cristiani delle province orientali dell'Impero romano, tra cui Siria e Mesopotamia, sin dal I secolo, e sopravvisse fino al IV secolo, quando fu eliminata per poi essere ripristinata solo nel XX secolo dalle chiese cristiane restaurazioniste.

## La questione quartodecimana
La questione quartodecimana fu un problema che caratterizzò i primi quattro secoli del cristianesimo. La disputa riguardava il giorno in cui si dovesse celebrare la Pasqua, e dunque porre fine al digiuno quaresimale.
Le comunità asiatiche della Cilicia, della Siria e della Mesopotamia, a differenza del resto della primitiva comunità cristiana, erano solite festeggiare la Pasqua secondo il computo ebraico il 14 nisan (da cui il nome «quartodecimani», «quattordicesimi»), in qualunque giorno della settimana cadesse, mentre gli altri cristiani celebravano la Pasqua solo di domenica, giorno della Risurrezione di Gesù. Essi seguivano, in un primo momento, l'uso protopaschita, secondo cui la Pasqua cadeva la domenica successiva il 14 Nisan e poi, a partire dalla fine del III secolo, seguirono il computo attuale, nella prima domenica successiva al primo plenilunio di primavera. Questa modifica venne introdotta affinché tutti i cristiani celebrassero la Pasqua nello stesso giorno, mentre le diverse comunità ebraiche stabilivano l'inizio del mese di Nisan con criteri che non assicuravano né una simultaneità calendariale né che il 14 nisan cadesse prima dell'equinozio.

## Vicende storiche del quartodecimanismo
Secondo un'antica «tradizione, verosimilmente apostolica e collegata, dai vescovi che ne erano custodi, al nome stesso di san Giovanni Evangelista», nella parte orientale dell'impero costantiniano, ed in particolare in Siria, in Mesopotamia ed in qualche zona della Cilicia, vi era l'uso di celebrare la Pasqua il 14 Nisan, come gli ebrei, qualunque fosse il giorno della settimana. In questo modo si poneva l'accento sulla passione, come bene si intende leggendo l'omelia pasquale di Melitone di Sardi, scritta tra il 166 ed il 180. Nel capitolo 46 egli scrive: «Cos'è la Pasqua? Il nome è derivato dall'accaduto: celebrare la Pasqua viene infatti da patire». Infatti, molti autori ellenisti tra il II ed il III secolo basavano la loro adesione al rito quartodecimano sulla convinzione che il termine Pascha (πάσχα) derivi dal verbo greco πάσχειν, che significa appunto patire, anche se, in realtà il termine deriva da Pèsah (o Pàsach), che in ebraico significa "passaggio" e allude al passaggio dell'angelo che secondo il libro dell'Esodo (12,29-34) colpì i primogeniti egiziani. Naturalmente Melitone non è l'unico testimone, ma ne abbiamo altri, sia favorevoli all'uso quartodecimano, come Apollinare di Gerapoli, che scrive negli stessi anni, sia contrari, come Ippolito Romano, vissuto a cavallo del II e III secolo.
Il più autorevole fautore di questa usanza fu san Policarpo di Smirne, con molta probabilità l'ultimo discepolo diretto di san Giovanni. Questi, durante un suo viaggio a Roma, cercò persino di convincere papa Aniceto della correttezza della tradizione quartodecimana; non riuscì nel suo intento, ma, comunque, non si crearono scismi all'interno della Chiesa.
Le altre Chiese cristiane, facenti capo alle sedi di Roma ed Alessandria d'Egitto, festeggiavano la Pasqua la domenica successiva al 14 nisan, qualunque fosse il giorno del mese in cui cadeva la festa. In seguito, si legò strettamente la festa all'equinozio di primavera, che per gli ebrei era solo uno dei fattori che contribuivano alla definizione della data della Pasqua. Questa tradizione si lega all'idea di Pasqua come passaggio dell'uomo, è una festa “antropologica”, in cui il protagonista è l'uomo, riprendendo in tal modo il concetto allegorico di Filone Alessandrino, secondo il quale Cristo, risorto di domenica, è "il nuovo Adamo" secondo Paolo (I Corinzi 15,45) ed è la sorgente di una nuova creazione escatologica, la "Nuova Gerusalemme" (Apocalisse, 21). Il giorno di Pasqua, perciò, comporta la possibilità per l'uomo di rinascere nella grazia, e diventa il momento privilegiato per impartire il battesimo, sacramento, appunto, con cui l'uomo muore al peccato e rinasce in Cristo. Il passaggio degli ebrei dalla schiavitù alla libertà prefigurava quello verificatosi realmente per merito di Cristo dalla schiavitù del peccato alla libertà dei figli di Dio.
Tra gli iniziatori di questa interpretazione, troviamo Clemente Alessandrino, Padre della Chiesa vissuto a cavallo del II e III secolo, il primo autore cristiano nei cui scritti troviamo il concetto di Pasqua come passaggio, concetto che verrà ribadito da Origene, quando, correggendo l'antico errore sull'etimologia della parola Pasqua, scriverà nel suo De Pascha: «La maggior parte dei fratelli, per non dire tutti, pensano che la Pasqua sia chiamata con questo nome a causa della passione del Salvatore. Ma in realtà presso gli ebrei la sopraddetta festa non si chiama pascha, ma phas: sono queste tre lettere di phas, più lo spirito aspro che presso di loro è più marcato, che costituiscono il nome della festa, che tradotto significa passaggio».
Ripristinato il significato originario del nome della festa, molti cristiani cominciarono ad accusare i quartodecimani di essere dei giudaizzanti, di non rispettare le prescrizioni del Nuovo Testamento, perché continuavano a celebrare la Pasqua con gli ebrei, mentre Gesù aveva abolito quella Pasqua, instaurando quella vera. Ciò portò inevitabilmente a uno scontro tra le due “fazioni”. Oltretutto, la disparità creava un forte imbarazzo di fronte all'opinione pubblica pagana, che considerava con stupore il fatto che una comunità religiosa fosse divisa sulla sua festa più importante. Secondo Eusebio di Cesarea sin dalla fine del II secolo e per tutto il III secolo ci furono molti sinodi che cercarono di risolvere la questione, ma, nonostante ciò, molti vescovi “asiatici”, tra cui il vescovo Policrate di Efeso, continuarono ad osservare la prassi quartodecimana. A questo punto, secondo Eusebio, nel 193 papa Vittore minacciò di reciderli dalla comunità dei fedeli scomunicando tutti i cristiani che seguivano questa prassi, escludendo i dissidenti dalla comunità. Molti, però, tra cui Sant'Ireneo di Lione, lo esortarono alla pace, e così si evitò il primo scisma.
Tuttavia Policrate di Efeso si erse in difesa della tradizione quartodecimana, facendo risalire l'usanza addirittura agli apostoli Filippo e Giovanni. A causa delle proteste della maggior parte dei vescovi orientali, la minaccia di scomunica venne ritirata, rimase però la decisione del papa di celebrare la Pasqua di domenica. Secondo la maggior parte degli studiosi l'osservanza quartodecimana andò declinando e scomparve prima del Concilio di Nicea del 325. In precedenza molti studiosi, confondendo i quartodecimani con i protopaschiti ritennero che le usanze quartodecimane siano rimaste in vigore fino al concilio di Antiochia del 341 e oltre.

## Il concilio di Nicea
Sempre secondo la narrazione di Eusebio, questa disputa fu considerata tanto disdicevole per la comunità cristiana, che già nel 314, il concilio di Arles aveva chiesto a papa Silvestro di indicare, con precise istruzioni, un'unica data della Pasqua. Ciò dimostra che la questione era molto sentita tra i vertici ecclesiastici, ma non solo: lo stesso imperatore romano Costantino la considerò un problema, comprendendo bene che l'unità della Chiesa avrebbe favorito l'unità dell'impero. Così, nel 325, egli convocò il Concilio di Nicea, cui parteciparono i vescovi di tutta la cristianità. Tuttavia, dall'esame dei canoni del Concilio, non sembra che i Padri presero una decisione precisa, ma piuttosto si siano limitati a decretare che le Chiese orientali si adattassero all'uso romano.
Le Chiese orientali sottoscrissero l'accordo sull'unità del computo della data per la celebrazione della Pasqua ma, naturalmente, sorsero forti critiche. Molti accusarono i padri conciliari di aver abbandonato un'usanza istituita dagli apostoli e conservata dai vescovi loro successori per asservirsi al potere temporale, per puro spirito di servilismo cortigiano. Così, nonostante fosse stata stabilita un'unica data pasquale, molti continuarono a seguire l'antico costume, nonostante nel concilio di Antiochia del 341 si fosse decretata la scomunica per coloro che non si adeguassero alle disposizioni di Nicea e continuassero a "celebrare la Pasqua con i Giudei", frase che voleva indicare i protopaschiti, di cui i quartodecimani erano stati solo una componente minoritaria. Così alla fine del IV secolo gli Audiani, pur celebrando la Pasqua di domenica, continuarono a seguire il computo giudaico, così come ce ne porta testimonianza Epifanio. Questi gruppi dissidenti si basavano su testi quali le Costituzioni apostoliche (ca. 375-380) o la Didascalia siriaca (III secolo), che dispongono entrambe di celebrare la Pasqua nei giorni successivi a quella ebraica: «Quando essi fanno festa, voi digiunate e fate lutto per essi, perché nel giorno della festa crocifissero Cristo; quando poi essi fanno cordoglio mangiando gli azzimi con erbe amare, voi fate festa».
Nonostante queste divergenze, il Concilio di Nicea aveva raggiunto il suo obbiettivo, perché i Padri che vi parteciparono avevano principalmente tre scopi. Il primo era quello di distaccarsi dal computo ebraico, perché il legame era considerato particolarmente imbarazzante in quanto si sarebbe condivisa la festa più importante con il popolo che aveva compiuto l'empio delitto di uccidere il Figlio di Dio. Il secondo era quello di non far cadere la Pasqua prima dell'equinozio di primavera, così che si celebrasse nel primo mese dell'anno, simbolo della rinascita e della vita eterna. Il terzo fu quello di celebrare la Pasqua in periodo di plenilunio, per rispettare la memoria storica, che voleva Cristo morto il 14 Nisan, primo giorno di luna piena. Fu un provvedimento di natura prevalentemente pratica, che mirava a risolvere il problema delle divergenze al fine di festeggiare univocamente e contemporaneamente la Pasqua.

## Retaggi del quartodecimanismo

### Montanisti
Alcuni autori cristiani riportano di una chiesa quartodecimana che sopravvisse fino al V secolo, ma probabilmente si tratta della chiesa montanista, che adottò tale usanza.

### Audiani (IV secolo)
Tale setta, di stampo ascetico, fu fondata da Audius, arcidiacono di Edessa per i suoi dissidi con la Chiesa ufficiale sul calcolo della data della Pasqua e per il sentimento di ripulsione verso la ricchezza e la lussuria di alcuni vescovi.
Sant'Epifanio di Salamina, che li chiamava antropomorfiti a causa della loro credenza in un'immagine di Dio dalla natura materiale e corruttibile, narra che accusavano la chiesa ufficiale di aver cambiato la data della Pasqua in ossequio ai voleri dell'imperatore Costantino I.
Teodoreto di Cirro, nella sua opera principale, l'Historia Ecclesiastica li descriveva come manichei e gnostici dediti allo studio dell'Apocalisse di Abramo. Alla descrizione dell'eresia è dedicato l'intero IX Capitolo del Libro IV, intitolato Dell'eresia degli Audiani.
Il fondatore della setta, Audius, fu esiliato in Ucraina e qui iniziò un'opera di conversione dei Goti.

### Quartodecimani moderni
La tradizione quartodecimana è stata ripresa da alcune confessioni moderne:
- Avventisti del settimo giorno;
- Battisti del settimo giorno;
- Testimoni di Geova;
- Chiesa di Gesù Cristo dei santi degli ultimi giorni.